# Okouzlující slečna
Okouzlující slečna (v německém originále Bezauberndes Fräulein!) je opereta – autor ji označuje jako „čtyři obrazy s hudbou podle staré veselohry převyprávěné od R. B.“ – o čtyřech obrazech rakouského skladatele pocházejícího z Moravy Ralpha Benatzkého z roku 1933. Libreto napsal skladatel podle komedie francouzského dramatika Paula Gavaulta La Petite chocolatière  z roku 1909 (v češtině byla hrána jako Čokoládová princezna, mj. v Národním divadle v roce 1910). Pouze text k písni Was hast du schon davon, wenn ich dich liebe napsali Fritz Rotter a Karl Farkas.

## Charakteristika a historie
Okouzlující slečna navazuje svou formou na skladatelovu dřívější hudební veselohru Moje sestra a já (1930). Svou komorní formou, nevyžadující sbor, balet ani velký orchestr, poskytovala vkusnější alternativu soudobým revuálním operetám. Oproti Mojí sestře nabízí děj ještě více humoru a méně sentimentality, i lyrické scény jsou vždy podmalovány ironií nebo parodií. Typickou pro Benatzkého hudební komedie je plynulost, s jakou mluvené slovo přechází do melodramu, parlandováho a konečně kantabilního zpěvu. Benatzkého melodie se zakládají na rozmanitých a živých rytmech, přitom jsou zpěvně nenáročné a mohou je úspěšně interpretovat i hudebně nadaní činoherci. Vídeňská Neue Freie Presse po premiéře konstatovala, že Okouzlující slečna není „žádná opereta, nýbrž opravdová, hudební veselohra, jež ale přinese potěšení jak labužníkovi, tak operetnímu štamgastovi.“
Benatzkého komedie se zprvu rozšířila i v Německu a byla tam i zfilmována, Benatzkého protinacistické postoje, emigrace a působení v Americe však posléze šíření jeho díla zabránilo. Největší popularity zde dosáhla po druhé světové válce, kdy parodickou milostnou píseň Ach Luise prosadil jako hit herec Max Hansen, a to i v rodné dánštině.
V českých zemích ji poprvé hrálo německé divadlo v Brně, a to v budově Německého domu (Deutsches Haus) 16. září 1933. Podle kritiky patřila Benatzkyho komorní opereta „k tomu nejlepšímu ze všeho, co operetní trh v posledních letech nabízí“; chválila „milou veseloherní myšlenku, vkusnou a napínavou režii, příjemně důvěrnou hudbu“ a také jiskřivou hru hlavního páru v podání dr. Waltera a slečny Bauerové i práci kapelníka Lustiga. V krátkém odstupu následovala i další německá divadla: pražská Kleine Bühne (7. října), Opava (7. října), Moravská Ostrava (8. října)…
V češtině ji poprvé nastudovalo Zemské divadlo v Brně (premiéra 6. června 1934); překlad zajistili František Hurych a Jaroslav Sedláček a dirigoval Rudolf Kvasnica. V čele operety brněnského divadla stál tehdy Oldřich Nový, pro kterého Benatzkého hudební komedie zvláště kongeniální a který jich uvedl ve svém brněnském působišti a později v Novém divadle v Praze několik. Brněnskou premiéru režíroval a hrál v ní roli Paula. Okouzlující slečna se pak stála hned druhou inscenací jeho Nového divadla (premiéra 30. ledna 1936). V češtině opereta dosáhla ještě sedmi dalších inscenací. Naposledy se hrála v roce 1947 v Českých Budějovicích a Opavě a o rok později v Kladně.
Ve Spojených státech byla hrána v úpravě Rowlanda Leigha z roku 1941 pod názvem Dear Sir („intimní muzikál ve dvou dějstvích“) nebo též jako Enchanting Lady v úpravě Rowlanda Leigha, Johna Latouche a Dawna Powella.

## Osoby a první obsazení
| osoba                        | hlasový obor     | premiéra (24.5.1933) | premiéra v českých zemích (16.9.1933) | premiéra v češtině (6.6.1934) |
| ---------------------------- | ---------------- | -------------------- | ------------------------------------- | ----------------------------- |
| Okouzlující slečna (Annette) | soprán           | Lizzi Waldmüller     | Bauer                                 | Mary Bártů                    |
| Papá                         | baryton          | Walter Lantzsch      | Gisela                                | …                             |
| Paul                         | tenor            | Max Hansen           | Drexler                               | Oldřich Nový                  |
| Felix                        | tenor buffo      | Hans Olden           | Frey                                  | Juraj Hančevič                |
| Rosette                      | soprán (subreta) | Ingeborg Grahn       | Eiselt                                | Eva Jausenová                 |
| Ředitel                      | baryton          | Fischer-Marich       | Haindorff                             | …                             |
| Louise, jeho dcera           | alt              | Witt                 | Engel                                 | …                             |
| Hektor                       | mluvená role     | Otto Schmöle         | Kühn                                  | …                             |
| Julie                        | alt              | Faber                | …                                     | …                             |
| Řidič                        | baryton          | Wagner               | Meinert                               | …                             |
| Paulův kolega                | baryton          | Krones               | …                                     | …                             |
| Číšník                       | mluvená role     | Puchstein            | …                                     | …                             |
| Režie:                       | Režie:           | Rolf Jahn            | …                                     | Oldřich Nový                  |
| Dirigent:                    | Dirigent:        | Frank Fox            | Lustig                                | Rudolf Kvasnica               |
| Výprava:                     | Výprava:         | Heinrich Schnitzler  | …                                     | …                             |
| Choreografie:                | Choreografie:    | Franz Rott           | …                                     | …                             |

## Instrumentace
Původní „jazzová“ instrumentace: klavír, dvě trubky, pozoun, tři saxofony, banjo, kytara, harmonika, bicí souprava a troje housle. Rozšířené obsazení: flétna, hoboj, dva klarinety, smyčce (obligátní housle, první housle, druhé housle, violy, violoncella, kontrabasy). Alternativně však autor předvídá, aby byla instrumentální hudba hrána pouze dvěma klavíry.

## Děj operety

### Místo a čas
Příběh se odehrává v některém městě v německy mluvícím prostoru v raných 30. letech 20. století. Při soudobých inscenacích se děj zpravidla přesouvá do současnosti.

### 1. obraz
Obývací pokoj Paulovy chaty
Mírně výstřední malíř Felix a jeho nejmilejší model Rosette jsou na návštěvě na víkendové chatě jejich přítele Paula, vysokého ministerského úředníka (úvodní ansámbl Abend am Land). Paul je příjemný, ale dosti konformní a pohodlný muž, zaměřený na svou skromnou úřední kariéru (tercet Es können nich alle hervorragend sein…. we groß denkt und fordert). Poté, co právě dohráli poslední partii bridže, chystají se odebrat ke spánku. Paul se již těší na zítřejší den. Jeho šéf poprvé oznámil, že Paula v neděli navštíví, když se dozvěděl, že se jeho dcera Luise s Paulem potají zasnoubili. I Luise má přijít s sebou (slow-fox Ach Louise, kein Mädchen ist wie diese!).
Felix a Rosette znají Luisu a shledávají ji dosti nudnou. Ani o jejím zevnějšku nemají valné mínění. Proto si lámou hlavu, jak by mohli docílit toho, aby Paula odvrátily od sňatku s Luisou. Tu jim uprostřed noci přijde na pomoc šťastná náhoda: Domovní zvonek ohlašuje, že se někdo dožaduje vstupu. Když Felix otevře, úplně se rozzáří při pohledu na přitažlivou mladou dámu, kterou vidí před sebou. Prý měla autonehodu a žádá o pomoc. Paul reaguje jen mrzutě, zato Felix doprovází „okouzlující slečnu“ k automobilu, kde předstírá, že jí chce pomoci. Jenže když se dívka právě nedívá a baví se se svým řidičem, propíchne jí pneumatiky a poruchu tím ještě zhorší. Nyní je jasné, že Annettě, jak se hezká dáma jmenuje, musí nabídnout, aby strávila noc v Paulově venkovském domě. Paul není pozdní návštěvou nadšen a chová se k (dle jeho názoru) drzé a rozmazlené slečně pramálo dvorně, nocleh jí však odepřít nemůže (duet O Louise… Ich bin fürchterlich reich). Řidič a Paulova hospodyně Julie se vydávají pěšky na cestu, aby zpravili Annettina otce (duet Eine Nacht allein). Všichni ostatní se ukládají ke spánku.

### 2. obraz
Znovu obývací pokoj Paulovy chaty
Nastal nový den. Paul vynakládá veškeré úsilí, aby se Annetty zbavil, ale čím více jí domlouvá, tím větší zalíbení v něm ona nalézá (ansámbl Ist sie weg?). Zcela v klidu hodlá posnídat čekat, až si ji tatíček, náramně bohatý „čokoládový král“, vyzvedne (valčíkový duet Annetty a Rosetty Gut scheint die Schokolade… Das ist fabelhaft). Když zazvoní zvonek, doufá Paul, že tento kýžený okamžik právě nastává. Místo Annettina otce však do bytu vstupují Paulův šéf se svou dcerou Louisou (kuplet Luisy Ich bin so erhitzt, ich bin echauffiert). Oba jsou pohoršeni, když zde potkávají cizí dámu v negližé, a v několika minutách dům opět opouštějí. Zatímco Paul se nachází na pokraji zoufalství, je jeho přítel Felix s vývojem událostí nadmíru spokojen (rumba-sextet Bezauberndes Fräulein… Jas was ist denn heute los mit mir).
Netrvá dlouho a je tu konečně „čokoládový král“. Není ale sám, nýbrž má v zápatí Annettina snoubence Hektora. Od toho Annette nyní vlastně očekává výčitky, ale Hektor je zcela v klidu. Jeho rty (na Felixovu záludnou radu) nevypustí ani hněvivého slůvka. Teď je to Annette, kdo vybuchuje vztekem. Nemůže Hektorovu bohorovnost vystát a na místě jejich zasnoubení vypovídá. Mnohem více se jí zalíbí Paul, když jí nevybíravými slovy kárá za to, do jakého postavení ho dostala. Felixův plán se začíná uskutečňovat (finále Es gibt menschen).

### 3. obraz
Kancelář na ministerstvu
Blíží se polední pauza, na kterou Paulovi znudění spolupracovníci netrpělivě čekají (Elf Uhr und nichts passiert… Dalai Lama). Pal zatím sestavuje omluvný dopis panu řediteli. Felix se ale domnívá, že je třeba zakročit (kuplet Felixe Jetzt muss ich wieder mal eingreifen… Ih mach ein Hokuspokus fidibus) Pomocí Annettiny fotografie vložené mezi Paulovy spisy přesvědčí Paula, že je do něj Annette zamilována, a Annette naopak o tom, že ji zbožňuje Paul. Annette totiž Felixovým řízením vyhledala Paula v kanceláři. Jako obvykle ostýchavý Paul neví, co by měl říci, a jejich hovor nejprve neprobíhá slibně (duet Was stehn Sie denn herum). Pak ale Annette najde své foto, a když se ocitne s Paulem znovu v jeho kanceláři o samotě během polední přestávky, je náhle jako med (Anettino tango Mein lieber Junge, ich muss Sie einmal sprechen… Sie kommen zum Tee). Jako obvykle ostýchavý Paul neví, co by měl říci. S takovou situací si věru neví rady. Když pak ještě návštěvnice ve vhodném okamžiku Paulovi vtiskne na ústa polibek, vstoupí Paulův šéf a je pobouřen. Co si to jeho nastávající zeť vlastně dovoluje? Svolává celý personál a dává Pavlovi výpověď pro urážku nadřízeného.
Paul se dovtípí, že ho do této šlamastyky dostal jeho přítel Felix. Jestliže dříve ještě váhal, zda se nemá o Annettu přece jen ucházet, nyní je pevně rozhodnut: po téhle intrikánské hře jeho přítele musí Annette definitivně zmizet z jeho života! Bryskně odmítne nabídku Annettiny ruky i přímo od jejího papá, a i Felix je dávno jeho bývalý přítel! Ten však Rosettě klidně vysvětluje, že vše je součástí plánu: z tohoto hněvy vznikne jen větší láska (Mein Kind, pass auf).

### 4. obraz
Na břehu řeky
Ačkoli Paulovi „okouzlující slečna“ stále vězí v hlavě (píseň Paula Es ist sonderbar im Leben… Was hast du schon davon, wenn ich dich liebe), zaobírá se myšlenkou vrhnout se do řeky a ukončit tak svůj život. Tu si všimne, že k němu míří jakási žena v prostém obleku vojínky Armády spásy. Když se žena přiblíží, pozná v ní Annettu. Srdce se mu znovu rozbuší. Annette mu oznamuje, že se pro něho vzdá celého svého bohatství. Paul odkládá své šosáctví a sevře ji v náručí (píseň Paula Sag mir, ist Liebe Sünde?). Dva pánové mazaně sledují tuto scénu, aniž by si jich pár všiml: „čokoládový král“ a Felix. Opět to byl on, kdo svým způsobem tahal za drátky, aby dovedl příběh ke šťastnému konci (finále So, das war mein Hokuspokus fidibus).

## Nahrávky
- 1952 (CD: 2012 Cantus Classics), nahrávka rozhlasové úpravy pro Nordwestdeutsches Rundfunk Köln. Hrají a zpívají (Annette) Gretl Schörg, (Paul) Peter René Körner, (Felix) Karl Schönböck, (Rosette) Ruth Zillger, (ředitel) Hans Hansen, (Luise) Annelie Jansen, (Papá) Walter Jankuhn, (Hektor) Rudolf Terkatz, (Julie) Lonny Kellner, (řidič) Herbert Hennies, (Paulův kolega) Günther Lüders, vypravěči Willy Neufert a Werner Hessenland. Sunshine Quartett, Cornel Trio a Kölner Tanz- und Unterhaltungsorchester řídí Franz Marszalek. (Hudební čísla vyšla již roku 2007 v Membran Music Ltd. jako bonus k CD nahrávce Benatzkého Meine Schwester und ich).

- 2002 Preiser Records 90518 (pouze hudební čísla). Zpívají (Annette) Gabriele Bone, (Rosette) Renate Pitscheider, (Felix) Uwe Kröger, (Paul) Adrian Eröd, Anna Silivia Lilienfeld, karl paul Oblasser, Ernst Dieter Suttheimer, Monica Theiss-Eröd. Orchester der Vereinigten Bühnen Wien řídí Peter Keuschnig. Nahrávka vznikla v souvislosti s inscenací v rámci festivalu "Klangbogen Wien".

- 2002 duophon records spezial/Edition Berliner Musenkinder 06013 (pouze hudební čísla, pouze klavírní doprovod). Nach einer Aufführung der Komödie am Kurfürstendamm Berlin (Regie: Jürgen Wölffer). Zpívají Susanne Eisenkolb, Birge Funke, Paul Matic, Uli Scherbel a další. Klavír a hudební vedení Adam Benzwi. Nahrávka vznikla v souvislosti s inscenací Komödie am Kurfürstendamm Berlin.

## Zfilmování
- 1934/35 Riton-Film Berlin pod názvem Wer wagt, gewinnt. Režie Walter Janssen, scénář R. B. (Ralph Benatzky), hrají Lizzi Holzschuh, Annemarie Sörensen, Ursula Herking, Carsta Löck, Heinz Rühmann, Carl Günther, Walter Steinbeck, Oskar Sabo, Wilhelm Bendow.

- 1946 AB Lux Stockholm 1946 pod názvem En förtjusande fröken. Režie Börje Larsson, scénář Paul Baudisch a Börje Larsson, hrají Annalisa Ericson, Marianne Löfgren, Max Hansen, Sture Lagerwall a další.

- 1953 pod názvem Bezauberndes Fräulein- Režie Georg Thomalla, hrají Georg Thomalla, Ingrid Andree, Herta Staal, Gisela Fackeldey, Karl Schönböck a další.

- 1963 pod názvem Bezauberndes Fräulein- Režie Paul Martin, hrají Georg Thomalla, Monika Dahlberg, Walzer Gross, Beatrice Föhr-Waldeck, Friedrich Schönfelder a další.

- 1977 (televizní inscenace) Accord-Film/Studio Hamburg pod názvem Bezauberndes Fräulein. Úprava Bernard Thieme, režie Erich Neureuther, hrají Marlene Charell, Barbara Schöne, Christa Siems, Bela Erny, Klaus Wildbolz a další.